# 私大バブル
私大バブル（しだいバブル）とは私立大学の入学試験において見られる現象であり、社会においての様々な要因を背景として私立大学の入学試験に大勢の受験生が殺到することにより、受験者数、倍率、偏差値などといった人気を指標する数字が膨大になるという時期。この記事では1990年代前半に日本で発生した私大バブルについて記述する。

## 概要
私立大学の入試は国公立大学と違い、数多くの大学との併願、また一つの大学の中でも学部ごとや学科、専攻ごとなどで複数設定されている入学試験の期日を受験可能となっていることから、受験生には合格への数多くのチャンスが与えられている。大手予備校は大学入試の難易度を表す数値である偏差値を算出する目安の一つとして入学試験での合格者の学力を取り入れており、優秀な受験生が殺到した大学は偏差値が上昇したことから高偏差値大学、いわゆる難関大学として評価された。1990年代前半の日本は私大バブルの時期であったといわれており、その背景には団塊世代の子供、いわゆる団塊ジュニアと呼ばれていた世代が大学受験を行う年齢に達したというのが主な理由とされている。
この時代にはそれまでの時代と比較して大学受験に参加する人数が突出して多かったがために、それ以前や以後に生まれていたならば合格できたであろう大学に進学できない者が続出し、現在では大学全入時代などと言う言葉の広がりと共に定員割れが悪化し廃校が危惧されているような大学や一部の短期大学ですら数多くの受験生を集める事ができ、当時の大手予備校が算出した偏差値では現在の中堅レベルに値していたという例が幾つも存在する。
また、1990年代前半までの入試形態は、現在のように同一学科を受験する機会が複数回あるわけではなく、もっぱら学校推薦による受験と一般受験の2本立てで行われていたため、一般受験においては受験日が他大学と重複した場合は出願の時点でどちらかを選択せざるを得ない入試形態となっており、希望していた一方の大学の学部学科を受験する機会はこの時点でなくなる仕組みであった。1980年代後半から1990年代前半までの4年生大学（通信、夜学（二部学生）を含む）への進学率は約2割半ばであり、その数字からみてもわかるように入学定員枠は狭く、大学入試における1浪2浪の受験生は一般的であり、｢入りたい大学より入れる大学｣、｢現役偶然、1浪当然、2浪平然、3浪で駄目なら専門学校｣、｢国易私難｣等々の言葉が流行るほど現役で合格することが難しい時代であった。当時の受験倍率は10倍程度なら普通であり、20倍を超える大学も珍しくない状況であった。このため1人の受験生が受験する大学は10校以上が一般的で、受験生の収容が追いつかず東京ドームを受験会場とする大学まで出現した。
このように受験生にとってあまりにも過酷な環境であったため、偏差値上位の高校でも浪人はもちろんのこと希望に反し専門学校に進学せざるを得ない者も数多くいた。従って、この時期に大学受験を突破した者は、どの大学であれ「大学生」という身分を手に入れた時点で「選ばれた者」として一定の質が担保された学力を有する者として認知されていた。また、当時は短期大学の人気も高かったが、4年生大学に進学できなかった者も多く在籍していたため、短期大学から4年生大学への編入学を狙った者も多かった。